# Tubal-Kain

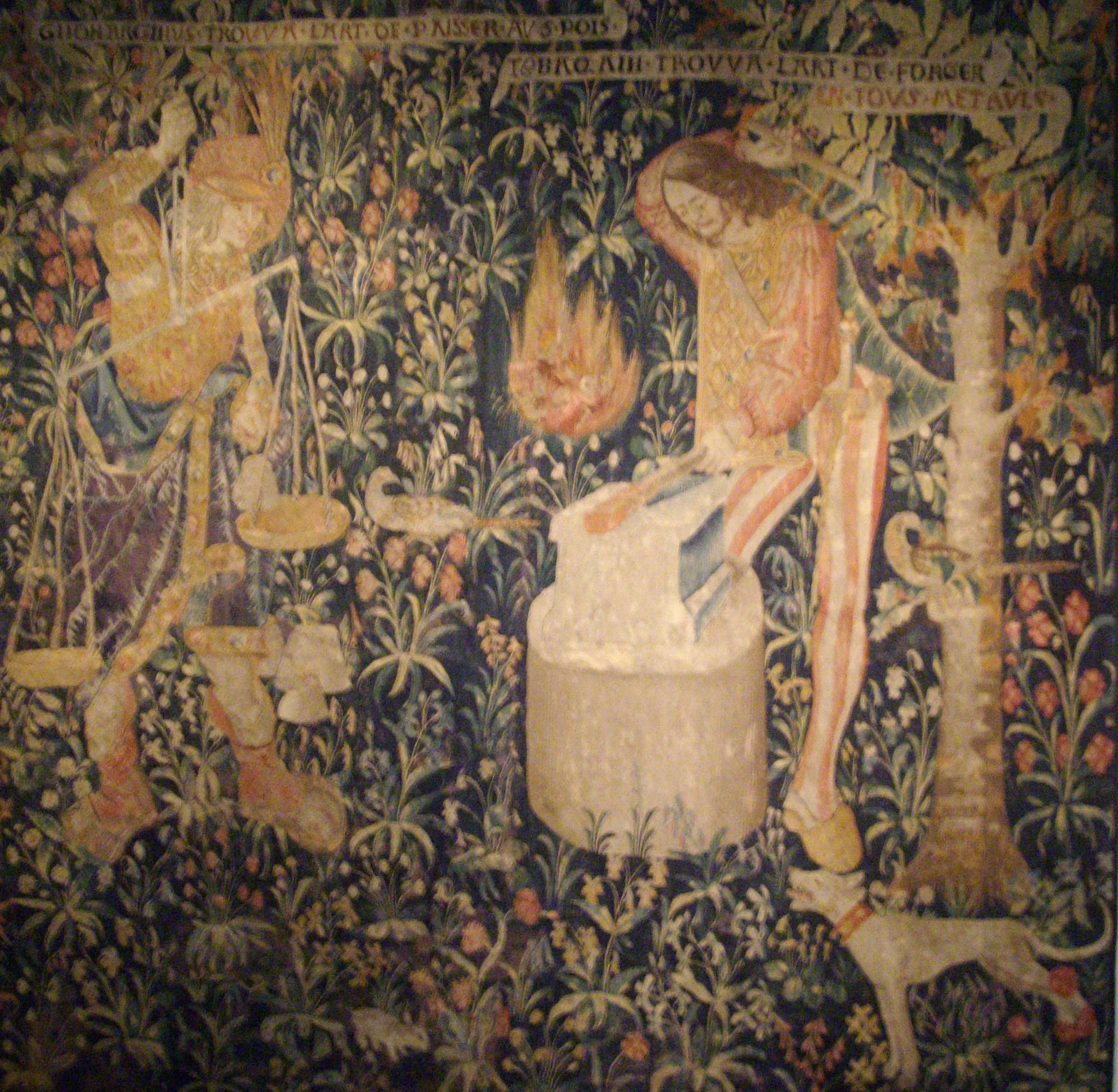
Tubal-Kain in seiner Schmiede mit Giohargius, dem biblischen Erfinder des Wiegens mit Gewichten (links). Ausschnitt aus einer Tapisserie, Anfang 16. Jahrhundert. Musée national du Moyen Âge

Tubal-Kain (hebräisch תּוּבַל קַיִן, auch: Tubal-Kajin oder Tubalkain) ist eine Gestalt in der Hebräischen Bibel (Tanach).

## Leben
Tubal-Kain findet in Gen 4,22  Erwähnung. Sein Vater Lamech stammte demnach von Adams ältestem Sohn Kain ab. Lamech war mit Ada und Zilla verheiratet, Zilla gebar den gemeinsamen Sohn Tubal-Kain. Seine Schwester war Naama. Die Bibel erwähnt ferner seine beiden Halbbrüder Jabal und Jubal.
Nachdem sein Vater Lamech erblindet war, begleitete Tubal-Kain ihn als Führer auf die Jagd. Er lenkte Lamechs Jagdpfeil, der daraufhin Lamechs Vater Kain tödlich traf. Entsetzt darüber erschlug Lamech seinen Sohn Tubal-Kain.
Tubal-Kain soll, der Bibel folgend, Stammvater aller Erzarbeiter und Schmiede gewesen sein. In der Freimaurerei soll der Name Tubal-Kains traditionell als Passwort des Lehrlingsgrades verwendet werden.

## Rezeption in der Kunst
An der Nordrose der Kathedrale von Reims ist er als erster Schmied dargestellt. Im Bibelfilm Noah von 2014 wird Tubal-Kain von Ray Winstone gespielt.